# Кампаров, Марат Валерьевич
Марат Валерьевич Кампаров (род. 21 января 2000 года, Кабардино-Балкария, Россия) — российский борец классического стиля кабардинского происхождения. Чемпион России 2025 года. Мастер спорта России.

## Спортивная карьера

### 2022
В апреле Кампаров дошёл до финала первенства России среди борцов до 23 лет. В мае был третьим на турнире лиги Поддубного в Москве. В августе добыл бронзовую медаль на Всероссийской спартакиаде сильнейших. В октябре пришёл вторым на кубке России в Башкортостане. В ноябре Кампаров выиграл международный турнир памяти Олега Караваева в Минске (Беларусь).

### 2023
В мае Марат выиграл бронзовую медаль на Мемориале Кутузова в Суздале. В июне Марат был финалистом международного турнира Бенура Пашаяна, который прошёл в Ереване (Армения), а также он выиграл первенство России до 23 лет в Альметьевске (Татарстан). В августе Марат стал победителем игр стран СНГ в Беларуси. В октябре выиграл кубок России. В ноябре во второй раз выиграл турнир памяти Олега Караваева.

### 2024
В январе стал вице-чемпионом России, уступив лишь в финале своему давнему сопернику Нохчо Лабазанову.

### 2025
В июне стал впервые чемпионом России весе до 130 кг.

## Спортивные достижения
Взрослый уровень
- Лига Поддубного 1 2022 — ;
- Всероссийская спартакиада 2022 — ;
- Кубок России 2022 — ;
- Олег Караваев 2022, 2023 — ;
- Игры стран СНГ 2023 — ;
- Кубок России 2023 — ;
- Чемпионат России 2024 — ;
- Чемпионат России 2025 — ;
- Мемориал Имре Пойяк/Варга Янош 2025 — ;

Юниорский и молодежный уровень
- Суракат Асиятилов 2018 — ;[16]
- Первенство мира 2019 — 10;
- Первенство России 2020 — ;[17]
- Первенство России до 23 лет 2021 — ;[18]
- Первенство России до 23 лет 2022 — ;
- Первенство России до 23 лет 2023 — ;

Кадетский уровень
- Первенство России 2015 — ;[19]
- Первенство России 2016 — ;[20]
- Первенство России 2017 — ;[21]

## Личная информация
Марат является студентом колледжа физической культуры и спорта «Спарта».